# Osmia bischoffi
Osmia bischoffi là một loài Hymenoptera trong họ Megachilidae. Loài này được Atanassov mô tả khoa học năm 1938.